# Anopheles barbiventris
Anopheles barbiventris este o specie de țânțari din genul Anopheles, descrisă de Brug. în anul 1938. Conform Catalogue of Life specia Anopheles barbiventris nu are subspecii cunoscute.